# Manfred Matuschewski
Manfred Matuschewski (né le 2 septembre 1939 à Weimar) est un athlète allemand, spécialiste du demi-fond.

## Carrière
Sélectionné dans l'équipe unifiée d'Allemagne lors des Jeux olympiques de 1960, Manfred Matuschewski se classe sixième du 800 mètres dans le temps de 1 min 52 s. Il remporte son premier succès international en 1962 sous les couleurs de la République démocratique allemande à l'occasion des Championnats d'Europe de Belgrade où il s'impose en finale du 800 m en 1 min 50 s 5, devant le Soviétique Valeri Bulishev et l'Allemand de l'Ouest Paul Schmidt.
Éliminé en demi-finale des Jeux olympiques de 1964, il conserve son titre continental du 800 m lors des Championnats d'Europe 1966 en disposant en 1 min 45 s 9 de l'Allemand Franz-Josef Kemper.
Il se classe troisième des Championnats d'Europe 1969. 

### Palmarès
| Date | Compétition           | Lieu     | Résultat | Épreuve |
| ---- | --------------------- | -------- | -------- | ------- |
| 1960 | Jeux olympiques       | Rome     | 6e       | 800 m   |
| 1962 | Championnats d'Europe | Belgrade | 1er      | 800 m   |
| 1966 | Championnats d'Europe | Budapest | 1er      | 800 m   |
| 1969 | Championnats d'Europe | Athènes  | 3e       | 800 m   |

### Records
| Épreuve | Performance  | Lieu | Date |
| ------- | ------------ | ---- | ---- |
| 800 m   | 1 min 45 s 7 |      | 1969 |